# Феронія
Феро́нія (лат. Feronia) — італьська богиня джерел, весни й квітів, культ якої існував у сабинян, умбрів, етрусків, латинян і вольсків.
Дружина бога Анксура, покровителька вільновідпущених рабів. За однією з пренестрійських розповідей вона подарувала своєму сину Герулію 3 душі, і щоб його знищити, Евандру треба було його 3 рази вбити .
Її храм був у місті Тарраціні, римське святилище Феронії знаходилося на Марсовому полі; римське свято на її честь проходили на листопадові іди (13 листопада). У храмі Феронії відбувалася церемонія відпущення рабів на волю, була покровителькою вільновідпущеників. На її свято у Trebula Mutuesca приносили перші плоди і квіти. Відомий її храм у Lucus Feroniae у Етрурії. Інші храми відомі у Amiternum, Tarracina та Picenum.
У Римі культ цієї богині злився з культом Флори, Лібери, Юнони, Бона Деа, а з грецьких богинь - з Персефоною. Часто зображалася разом із Юпітером Анксуром (Jupiter Anxur) чи Аполоном Соранусом (Apollo Soranus)- звідси мала назву Юнона Феронія.